# Carl Sonklar

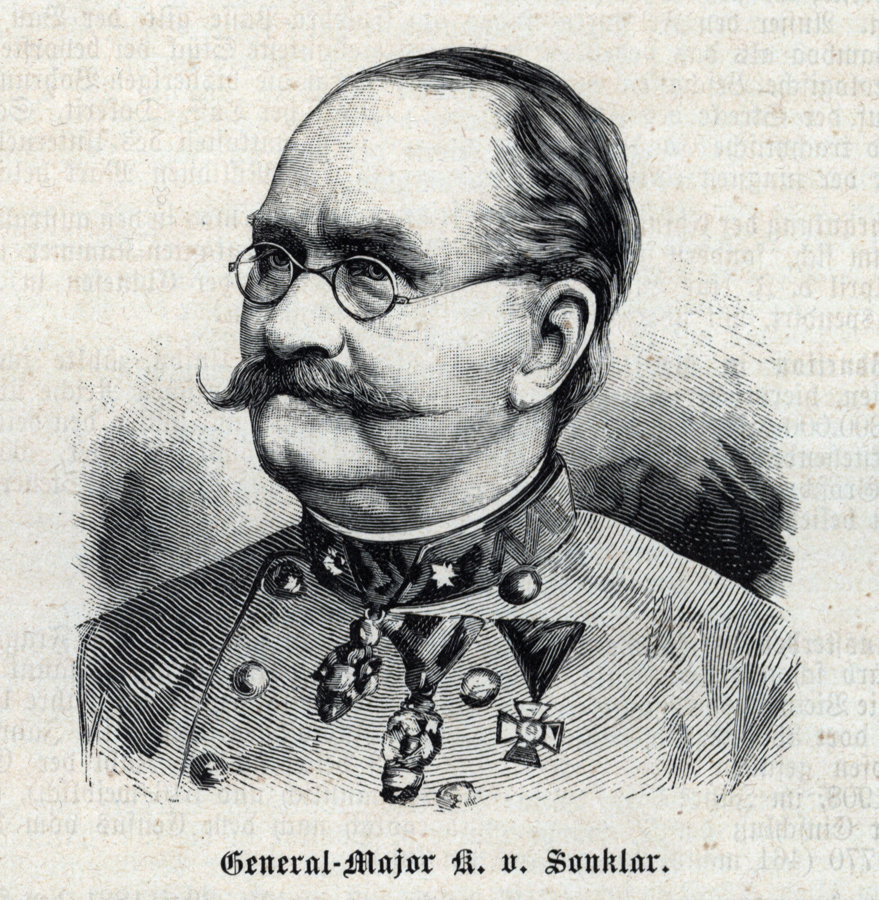
Carl Sonklar

Carl Albrecht Sonklar von Innstädten, auch Karl Sonklar (* 2. Dezember 1816 in Weißkirchen, Banat, Kaisertum Österreich; † 10. Jänner 1885 in Innsbruck) war ein österreichischer Militärgeograph und -vermesser und als solcher einer der Erschließer der Ostalpen. Er zählt neben Friedrich Simony und Anton von Ruthner zu den Pionieren der Alpenerforschung.

## Leben
Von 1839 bis 1848 war er Infanterieoffizier im damaligen Agram (heute Zagreb), in Graz und Innsbruck und benutzte seinen Aufenthalt in Graz dazu, Studien über Physik und Chemie an der dortigen Universität zu machen, wogegen er von Innsbruck aus weitreichende Wanderungen in den Alpen unternahm. Von 1848 bis 1857 lebte er als Erzieher des Erzherzogs Ludwig Viktor in Schönbrunn und wirkte 1857 bis 1872 als Lehrer der Geographie an der Militärakademie in Wiener Neustadt. Danach trat er in den Ruhestand und lebte bis zu seinem Tod 1885 in Innsbruck.
Carl Sonklar ist der Erstersteiger des Großen Solsteins im Karwendel. Ob er auch den Lasörling als erster bestiegen hat, ist ungewiss. Nach ihm wurde die Sonklarspitze (3444 m ü. A.) in den Stubaier Alpen und die 1876 erbaute, aber nach 1918 verfallene „Karl-von-Sonklar-Hütte“ der Sektion Taufers im Tauferer Tal auf dem Speikboden in den Zillertaler Alpen benannt. Julius Payer, der ein Schüler Sonklars war, benannte den von der Zweiten Deutschen Nordpolar-Expedition entdeckten Sonklargletscher im grönländischen Suess Land nach ihm.

## Werke

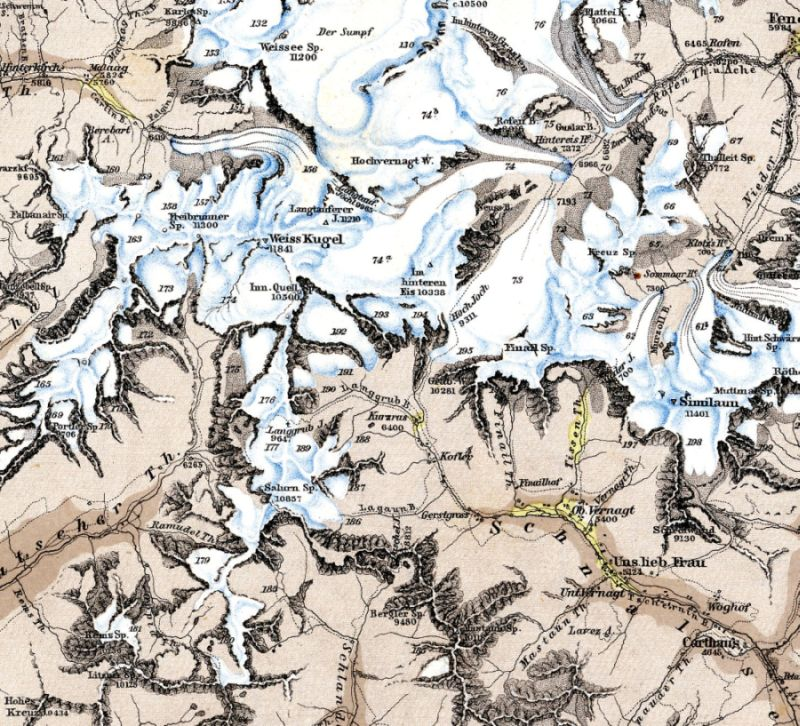
Karte der Ötztaler Gletscher aus dem Jahre 1860

Seine ersten Schriften hatten noch rein militärischen Charakter:
- Über Führung einer Arrieregarde (1844)
- Über die Heeresverwaltung der alten Römer im Frieden und Krieg etc. (Innsbruck 1847)

Später wandte er sich der Geographie zu und dabei insbesondere der Orographie. Als Anhänger einer wissenschaftlichen Geographie im Sinne Humboldts und Ritters war er bestrebt, die Ursachen der Erscheinungen, die er auf seinen ab 1857 jährlich unternommenen Reisen in die Alpen (1870 auch nach Ungarn, 1875 nach Italien) unmittelbar beobachten konnte, aufzuspüren und darzulegen. Daraus resultierten die Veröffentlichungen:
- Reiseskizzen aus den Alpen und Karpathen (Wien 1857)
- Die Gebirgsgruppe der Hochschwab (Wien 1859)
- Die Ötzthaler Gebirgsgruppe (Gotha 1860, mit frühen Gletscherkarten)
- Die Gebirgsgruppe der Hohen Tauern (Wien 1866)
- Die Zillerthaler Alpen (Gotha 1877).

Sein in der damaligen Zeit grundlegendes Hauptwerk aber war die
- Allgemeine Orographie. Die Lehre von den Reliefformen der Erdoberfläche, Wien 1873 Google Digitalisat

Er veröffentlichte mehrere Lehrbücher der Geographie und bearbeitete für die vom Deutschen und Österreichischen Alpenverein herausgegebene Anleitung zur wissenschaftlichen Beobachtung auf Reisen den Teil Die Orographie und Topographie, Hydrographie und Gletscherwesen (München 1879).
In der Kunstliteratur versuchte er sich durch eine
- Graphische Darstellung der Geschichte der Malerei (Wien 1853).